# Saccolaimus mixtus
Saccolaimus mixtus — є одним з видів мішкокрилих кажанів родини Emballonuridae.

## Поширення
Країни поширення: Австралія, Папуа Нова Гвінея. Харчується у відкритому евкаліптовому або склерофільному лісі. Спочиває у вапнякових печерах, а також у дуплах дерев.

## Загрози та охорона
Цей вид може опинитися під загрозою втрати місць спочинку і проживання. Зустрічається в кількох охоронних територіях.